# 尼尔·阿什克罗夫特
尼尔·威廉·阿什克罗夫特（英語：Neil William Ashcroft，1938年11月27日—2021年3月15日）是一名英国固态物理学家。

## 早年生活和教育
阿什克罗夫特出生于1938年11月27日的伦敦，在1947年移居新西兰。他在赫特山谷高中接受教育，并在维多利亚大学学院完成了本科学业，于1958年获得理学学士学位。他于1964年从剑桥大学获得博士学位，研究了金属的费米面。

## 职业生涯
获得博士学位后，阿什克罗夫特在芝加哥大学和康奈尔大学完成了博士后研究，并于1975年成为康奈尔大学的教授。1990年，他被任命为霍勒斯·怀特物理学教授，并于2006年被选为名誉教授。
他曾担任康奈尔大学原子与固体物理实验室主任（1979-1984年），康奈尔材料研究中心主任（1997-2000年），以及高能同步辐射源副主任（1990-1997年）。
在1986年至1987年间，他担任美国物理学会凝聚态物理学部门主任。他与N·大卫·默明合著的固体物理学教科书是该领域的标准教材。
阿什克罗夫特于2021年3月15日在纽约州伊萨卡去世。

## 奖项和荣誉
1997年，阿什克罗夫特当选为美国国家科学院院士。
2003年，他因为在高压物理学方面的贡献而获得布里奇曼奖。自那时起，他成为国际高压科学与技术协会的荣誉会员。